# Laminaria-skålsnäcka
Laminaria-skålsnäcka (Ansates pellucida) är en snäckart som först beskrevs av Carl von Linné 1758.  Laminaria-skålsnäcka ingår i släktet Helcion, och familjen skålsnäckor. Arten är reproducerande i Sverige.